# 7215 Gerhard
7215 Gerhard este un asteroid din centura principală de asteroizi.

## Descriere
7215 Gerhard este un asteroid din centura principală de asteroizi. A fost descoperit pe 16 martie 1977 la Observatorul La Silla de Hans-Emil Schuster. El prezintă o orbită caracterizată de o semiaxă mare de 3,21 ua, o excentricitate de 0,01 și o înclinație de 20,7° în raport cu ecliptica.